# لجنة الأعضاء العشرة
لجنة الأعضاء العشرة هي مجموعة من التربويين الذين أوصوا عام 1892 بالتوحيد القياسي لمناهج التعليم الثانوي في الولايات المتحدة الأمريكية.

## الخلفية
في الولايات المتحدة الأمريكية، وفي أواخر القرن التاسع عشر، برزت الحاجة إلي التوحيد القياسي في التعليم standardization.
كان يوجد تنافس محتدم على مستوى الولايات والمجتمعات بين الفلسفات الأكاديمية والذي اعتزمت لجنة الأعضاء العشرة حله. تفضل فلسفة واحدة الاستظهار، في حين تفضل الأخرى التفكير. حددت إحدى الفلسفات المدارس الثانوية الأمريكية كمؤسسات تقسم الطلبة إلى فئات التعليم بالكلية وفئات تعلم الحرف من البداية. وقد قسمت هذه المؤسسات أيضًا الطلبة بناء على الخلفية العرقية أو الأصل وحاول اتجاه آخر تقديم الدورات التعليمية للتوحيد القياسي للطلبة كافة. وبالمثل إلى حد ما، روج مذهب آخر للدراسات الكلاسيكية اللاتينية/واليونانية، بينما أكدت اتجاهات أخرى على الدراسات العملية.

## عضوية لجنة الأعضاء العشرة
لحل هذه الإشكالات، شكلت الجمعية التعليمية الوطنية لجنة الأعضاء العشرة عام 1892. تألفت أغلبية هذه اللجنة من ممثلي التعليم العالي ومن الأعضاء التالين،
- تشارلز وليام إيليوت، رئيس جامعة هارفرد، كامبريدج، بكالوريوس آداب رئيس مجلس إدارة
- وليام تي هاريس، عضو لجنة التعليم، واشنطن العاصمة
- جيمس بي أنجل، رئيس جامعة ميشيغان ، آن آربر، ميشيغان
- جون تيتلو، ناظر مدرسة البنات الثانوية، بوسطن، ماساتشوستس
- جيمس ام تيلور، رئيس كلية فاسر، بوكيبسي، نيويورك
- أوسكار دي روبينسون، ناظر المدرسة الثانوية، ألباني، نيويورك
- جيمس اتش باكر، رئيس جامعة كولورادو، بولدر، كولورادو
- ريتشارد هنري جيسي، رئيس جامعة ميزوري، كولومبيا، ماساتشوستس
- جيمس سي ماكينزي، ناظر مدرسة لورانسفيل، لورانسفيل نيو جيرسي
- هنري سي كينج، أستاذ في كلية أوبرلين، أوبرلين، أوهايو.

## التوصيات
قدمت اللجنة توصياتها في صورة تقرير.
حيث أوصت باثني عشر عامًا من التعليم أي ثمانية أعوام من التعليم الابتدائي، يليه أربعة أعوام في التعليم الثانوي. يضمن كافة الطلبة تعليمهم، بصرف النظر عن أي مخططات أخرى للتعليم أو الوظائف.
لاقت التوصيات ترحيبًا وتبنتها العديد من أنظمة المدارس عبر الولايات المتحدة الأمريكية. وقد فُسرت التوصيات عمومًا بالدعوة إلي تدريس اللغة الإنجليزية والرياضيات والتاريخ أو التربية المدنية لكل طالب في كل عام دراسي في المدرسة الثانوية. وهذه التوصيات شكلت أسس ممارسة تدريس علوم الأحياء والكيمياء والفيزياء على التوالي في الترتيب التصاعدي للسنوات الدراسية للتعليم الثانوي.